# My Dear Love (film 1911)
My Dear Love è un cortometraggio muto del 1911 diretto da Lewin Fitzhamon.

## Trama
Una donna ingaggia un detective per indagare sul marito a causa di un malinteso nato da una lettera in cui si parlava di una collana.

## Produzione
Il film fu prodotto dalla Hepworth.

## Distribuzione
Distribuito dalla Hepworth, il film - un cortometraggio di 114 metri - uscì nelle sale cinematografiche britanniche nel settembre 1911. Il 5 febbraio 1912, la National Film Distributing Company lo distribuì anche negli Stati Uniti.
Si conoscono pochi dati del film che, prodotto dalla Hepworth, fu distrutto nel 1924 dallo stesso produttore, Cecil M. Hepworth. Fallito, in gravissime difficoltà finanziarie, il produttore pensò in questo modo di poter almeno recuperare il nitrato d'argento della pellicola.